# Family Matters
Family Matters (conocida como Cosas de casa en España y Todo queda en familia en Latinoamérica) es una comedia de situación estadounidense sobre una familia afrodescendiente de clase media que vive en Chicago. Surgida como un spin-off de la serie Perfect Strangers (Primos lejanos en España), en la que el personaje de Harriette Winslow ejercía de ascensorista en el edificio del periódico donde trabajaban los protagonistas.
En un principio estaba orientada a situaciones de corte familiar con un posible mensaje moral al final del capítulo, pero con el surgimiento del personaje de Steve Urkel la serie se redirigió a la comedia, llena de golpes y diálogos divertidos, llegando a introducir además situaciones cercanas a la ciencia ficción sin perder el mensaje moral en la historia que se pretendía desde el comienzo.
La producción obtuvo un enorme éxito en su país de origen, llegando a emitirse durante cerca de nueve años (1989-1998) con más de 200 episodios. En España también tuvo un éxito enorme, se emitió principalmente en Antena 3, que, aprovechándose de esta aceptación tan buena, repitió la serie en sucesivas ocasiones. El personaje de Steve Urkel alcanzó también el estrellato de la gran popularidad en España en los años 1990.

## Argumento
La serie, originalmente, estaba centrada en el personaje Carl Winslow, oficial de policía y su familia: su esposa Harriette Winslow, su hijo Eddie Winslow,  su hija Laura Winslow, y su otra hija pequeña Judy Winslow (que apareció en la serie hasta la cuarta temporada). En el episodio piloto, "The Mama Who Came to Dinner", la familia abrió las puertas a la madre de Carl, Estelle Winslow (llamada cariñosamente "Mamá Winslow"). Antes del comienzo de la serie, la hermana de Harriette, Rachel Crawford y su hijo recién nacido, Richie, se mudaron a la casa de los Winslow tras la muerte del marido de Rachel.
Los Winslow tenían un joven vecino, molesto y nerd, Steve Urkel, que fue introducido a la mitad de la primera temporada en el episodio "Laura's First Date" y que, rápidamente, se convirtió en el centro de la serie. Los Winslow tratarían desde entonces de lidiar con este disparatado vecino, mientras Steve intentaría, por todos los medios, conquistar a Laura.

## Temporadas
| Temporada | Temporada | Episodios | Fecha de lanzamiento     | Fecha de finalización |
| --------- | --------- | --------- | ------------------------ | --------------------- |
|           | 1         | 22        | 22 de septiembre de 1989 | 30 de abril de 1990   |
|           | 2         | 25        | 21 de septiembre de 1990 | 26 de abril de 1991   |
|           | 3         | 25        | 20 de septiembre de 1991 | 8 de mayo de 1992     |
|           | 4         | 24        | 18 de septiembre de 1992 | 14 de mayo de 1993    |
|           | 5         | 24        | 24 de septiembre de 1993 | 20 de mayo de 1994    |
|           | 6         | 25        | 23 de septiembre de 1994 | 19 de mayo de 1995    |
|           | 7         | 24        | 22 de septiembre de 1995 | 17 de mayo de 1996    |
|           | 8         | 24        | 20 de septiembre de 1996 | 9 de mayo de 1997     |
|           | 9         | 22        | 19 de septiembre de 1997 | 17 de julio de 1998   |

## Reparto
| Reginald VelJohnson      | Carl Otis Winslow                       | Salvador Aldeguer                                    | Principal  | Principal  | Principal  | Principal  | Principal  | Principal  | Principal  | Principal  | Principal  |
| Jo Marie Payton          | Harriette Winslow                       | María Teresa Neila María Luisa Rubio                 | Principal  | Principal  | Principal  | Principal  | Principal  | Principal  | Principal  | Principal  | Principal  |
| Judyann Elder            | Harriette Winslow                       | María Teresa Neila María Luisa Rubio                 |            |            |            |            |            |            |            |            | Principal  |
| Darius McCrary           | Edward "Eddie" Winslow                  | Carlos Cárdenas                                      | Principal  | Principal  | Principal  | Principal  | Principal  | Principal  | Principal  | Principal  | Principal  |
| Kellie Shanygne Williams | Laura Lee Winslow                       | Miriam Valencia                                      | Principal  | Principal  | Principal  | Principal  | Principal  | Principal  | Principal  | Principal  | Principal  |
| Jaleel White             | Steven "Steve" Urkel / Stephan Urquelle | Pilar Coronado                                       | Recurrente | Principal  | Principal  | Principal  | Principal  | Principal  | Principal  | Principal  | Principal  |
| Jaimee Foxworth          | Judith "Judy" Winslow                   | Chelo Vivares                                        | Principal  | Principal  | Principal  | Principal  |            |            |            |            |            |
| Rosetta LeNoire          | Estelle "Mother" Winslow                | Irene Guerrero de Luna Ana Díaz Plana Matilde Conesa | Principal  | Principal  | Principal  | Principal  | Principal  | Principal  | Principal  | Recurrente | Recurrente |
| Joseph Julius Wright     | Richard "Richie" Crawford               | Nacho Aldeguer                                       | Principal  |            |            |            |            |            |            |            |            |
| Bryton McClure           | Richard "Richie" Crawford               | Nacho Aldeguer                                       |            | Principal  | Principal  | Principal  | Principal  | Principal  | Principal  | Recurrente | Recurrente |
| Telma Hopkins            | Rachel Crawford                         | Luisa Ezquerra                                       | Principal  | Principal  | Principal  | Principal  |            | Recurrente |            |            | Recurrente |
| Shawn Harrison           | Waldo Geraldo Faldo                     | Roberto Cuenca Rodríguez                             |            | Recurrente | Recurrente | Principal  | Principal  | Principal  | Principal  |            |            |
| Michelle Thomas          | Myra Monkhouse                          | Adelaida López                                       |            |            |            | Recurrente | Recurrente | Principal  | Principal  | Principal  | Principal  |
| Orlando Brown            | Jerry Jamal "3J" Jameson                | Luis Cabrera                                         |            |            |            |            |            |            | Recurrente | Principal  | Principal  |
| 1. 2.                    |                                         |                                                      |            |            |            |            |            |            |            |            |            |

## Crossovers

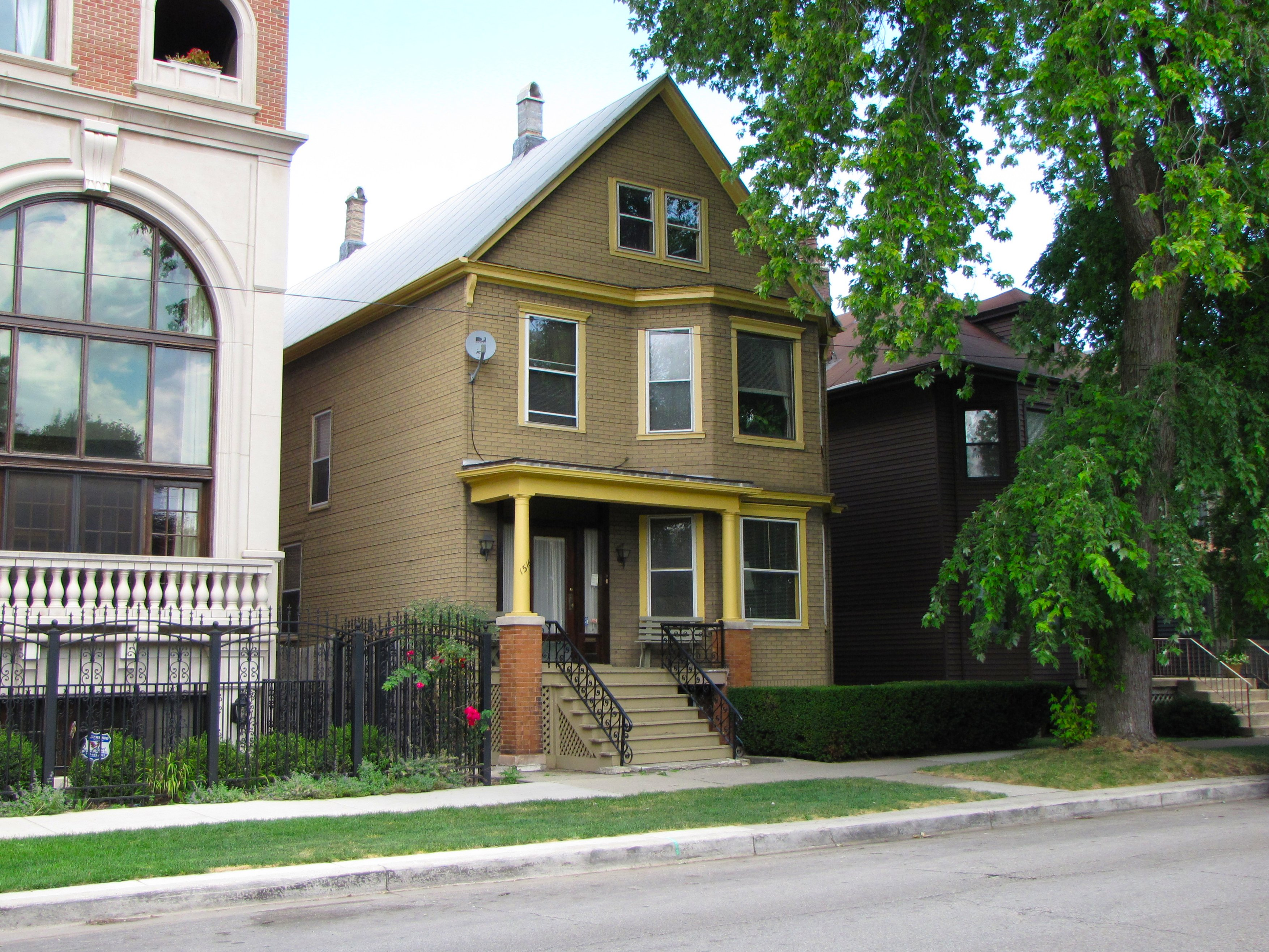
La casa de Family Matters en Chicago, en 2010.

Cosas de casa se desarrolla dentro del mismo "Universo televisivo" que otras series de televisión, relacionadas con ABC Family TGIF o con CBS CBS Block Party, y desarrollaron varios crossovers:
- Full House – En la cuarta temporada, en el episodio "Stephanie Gets Framed", Steve Urkel ayuda a Stephanie Tanner (Jodie Sweetin) a superar su ansiedad, después de que ella tuviera que llevar gafas.
- Boy Meets World – En el episodio "Beauty and the Beast" Urkel envía una cadena de mensajes a su amigo Cory Matthews (Ben Savage), que vive en Filadelfia. A pesar de ello, nunca aparecieron juntos en la misma serie (debido a ser de producciones de diferentes compañías).
- Step by Step – En la emisión original de la ABC, el "gag" final del episodio "Brains Over Brawn" de la tercera temporada de Cosas de casa es cruzado con el opening del segundo episodio de Step By Step "The Dance". Urkel, con su mochila propulsora, sale despedido y atraviesa el techo de los Winslows, y cuando acaba el capítulo aterriza en Port Washington, Wisconsin, donde la familia Lambert-Foster está disfrutando de una barbacoa. Urkel llega para ayudar en la feria de ciencias a su amigo por correspondencia, Mark Foster (Christopher Castile), también anima a Al Lambert (Christine Lakin) después de que su cita le abandone antes del baile del instituto. Urkel baila su famoso "Do the Urkel", en la escena donde Al le da al chico su merecido. Urkel también hizo un pequeño cameo en un episodio de 1997 "A Star Is Born," cortando una claqueta en el set de la película que rodaban Al y sus hermanas.
- Meego-serie – Steve Urkel apareció en un cameo no hablado en el segundo episodio "Love and Money" donde recupera un televisor robado por Meego. También aparece en el tercer episodio "The Truth About Cats and Dogs" ayudando con un modelo de coche, en una competición de derbi.
- En el episodio "When Urkel-Bots Go Bad!" de Scooby-Doo and Guess Who? Steve Urkel ayuda Mystery Inc., a rastrear su Urkel-Bot en Chicago y descubre un misterio más profundo con la aparición de Tecnomante que tiene el poder de controlar los robots

## Premios y nominaciones
| Año  | Premio                            | Categoría                                                          | Nominado                                                       | Resultado |
| ---- | --------------------------------- | ------------------------------------------------------------------ | -------------------------------------------------------------- | --------- |
| 1991 | BMI Film & TV Awards              | BMI TV Music Award                                                 | Bennett Salvay                                                 | Ganador   |
| 1992 | BMI Film & TV Awards              | BMI TV Music Award                                                 | Bennett Salvay                                                 | Ganador   |
| 1996 | Emmy Award                        | Emmy a los mejores efectos visuales especiales                     | Kelly Sandefur (capítulo "Send in the Clone")                  | Nominado  |
| 1994 | NAACP Image Award                 | Outstanding Youth Actor/Actress                                    | Jaleel White                                                   | Ganador   |
| 1995 | NAACP Image Award                 | Outstanding Youth Actor/Actress                                    | Jaleel White                                                   | Ganador   |
| 1996 | NAACP Image Award                 | Outstanding Lead Actor in a Comedy Series                          | Jaleel White                                                   | Nominado  |
| 1997 | NAACP Image Award                 | Outstanding Lead Actor in a Comedy Series                          | Jaleel White                                                   | Nominado  |
| 1996 | Nickelodeon's Kids' Choice Awards | Favorite Television Show                                           | -                                                              | Nominado  |
| 1996 | Nickelodeon's Kids' Choice Awards | Favorite Television Actor                                          | Jaleel White                                                   | Nominado  |
| 2008 | TV Land Awards                    | Favorite Character(s) Who "Went Missing"                           | Jaimee Foxworth                                                | Nominado  |
| 1990 | Premios Artista Joven             | Best Young Actor Starring in a Television Series                   | Darius McCrary                                                 | Nominado  |
| 1990 | Premios Artista Joven             | Best New Television Series                                         | -                                                              | Nominado  |
| 1990 | Premios Artista Joven             | Best Young Actor Guest Starring in a Television Series             | Randy Josselyn                                                 | Ganador   |
| 1991 | Premios Artista Joven             | Best Young Actress Supporting or Re-Occurring Role for a TV Series | Jaimee Foxworth                                                | Nominado  |
| 1991 | Premios Artista Joven             | Best Young Actress Starring in a Television Series                 | Kellie Shanygne Williams                                       | Nominado  |
| 1991 | Premios Artista Joven             | Best Young Actor Starring in a Television Series                   | Darius McCrary                                                 | Nominado  |
| 1991 | Premios Artista Joven             | Outstanding Young Comedian in a Television Series                  | Jaleel White                                                   | Ganador   |
| 1992 | Premios Artista Joven             | Outstanding Young Comedienne in a Television Series                | Kellie Shanygne Williams                                       | Nominado  |
| 1993 | Premios Artista Joven             | Outstanding Young Comedienne in a Television Series                | Kellie Shanygne Williams                                       | Nominado  |
| 1993 | Premios Artista Joven             | Outstanding Young Comedian in a Television Series                  | Darius McCrary                                                 | Nominado  |
| 1993 | Premios Artista Joven             | Best Young Actress Recurring in a Television Series                | Cherie Johnson                                                 | Nominado  |
| 1993 | Premios Artista Joven             | Best Young Actor Recurring in a Television Series                  | Patrick J. Dancy                                               | Nominado  |
| 1993 | Premios Artista Joven             | Best Young Actor Co-starring in a Television Series                | Shawn Harrison                                                 | Nominado  |
| 1993 | Premios Artista Joven             | Best Young Actor Recurring in a Television Series                  | Bumper Robinson (Compartido con Aeryk Egan de Brooklyn Bridge) | Ganador   |